# Kontrabass
Der Kontrabass ist das tiefste und größte gebräuchliche Streichinstrument. Er hat ein weites Einsatzgebiet vom modernen Sinfonieorchester über den Jazz bis hin zum ursprünglichen Rock ’n’ Roll und Rockabilly. Ein normaler Kontrabass hat vier Saiten. Im Sinfonieorchester werden auch Instrumente mit fünf Saiten eingesetzt, um den Tonumfang nach unten zu erweitern.
Der Kontrabass wird oft einfach als Bass bezeichnet, volkstümlich auch als Bassgeige. Der Name Kontrabass leitet sich von der Kontra-Oktave ab, deren Töne mit dem Instrument erzeugt werden können.

## Aufbau
Da der Kontrabass sowohl bauliche Eigenschaften der Violinen als auch der Gamben aufweist, herrscht Uneinigkeit über seine Familienzugehörigkeit. Für die Geigenfamilie sprechen die F-förmigen Schalllöcher (F-Löcher), die Anzahl der Saiten, die Schnecke am Ende des Wirbelkastens und das bundlose Griffbrett. Für die Gambenfamilie sprechen die meistens abfallenden Schultern und die Saitenstimmung in Quart-Intervallen. Es gibt Kontrabässe mit gewölbtem Geigenboden und solche mit flachem, oben abgeknickten Gambenboden. Italienische Modelle entsprechen stärker der Violinform.
Eine bauliche Besonderheit stellen die Stimmwirbel dar, welche beim Kontrabass metallische Schneckengetriebe sind, siehe Stimmmechanik.
Der Kontrabass wird mit verschiedenen Mensuren konstruiert, die auf die Körpergröße des Spielers abgestimmt sind. Für Kinder und Jugendliche gibt es Achtel-, Viertel- oder Halbe Bässe mit Mensuren um die 80, 90 bzw. 97 cm. Für Erwachsene ist der Dreiviertelbass mit 104–106 cm Mensur heute am weitesten verbreitet. Im Orchester findet man auch den 4/4-Bass mit einer Mensur über 107 (bis 110) cm.

## Saiten und Stimmung

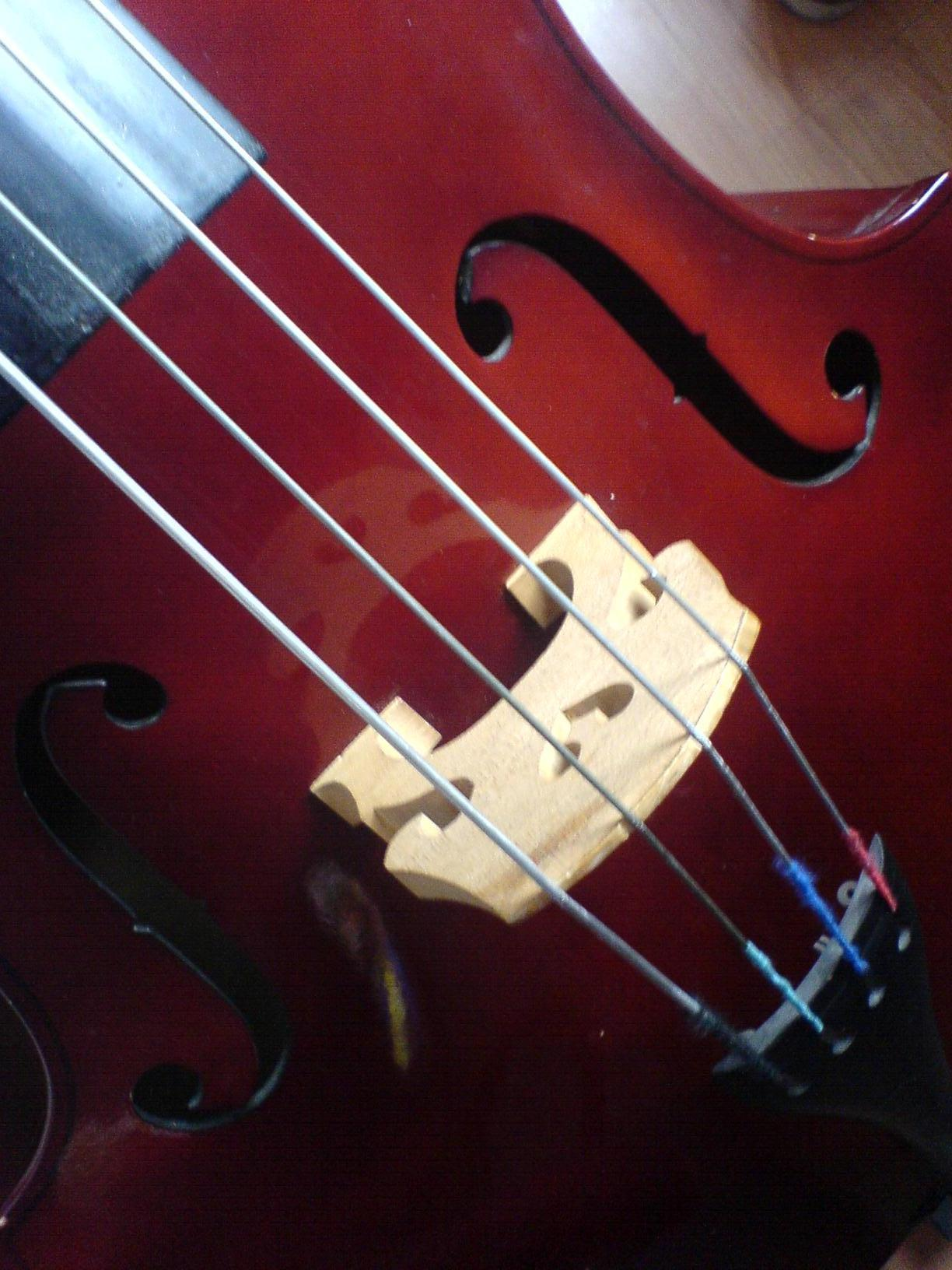
Detailbild des Steges und der Saiten

Die vier Saiten des heutigen Kontrabasses sind meistens in Quarten gestimmt (‚E – ,A – D – G). Da dem Instrument unterhalb der E-Saite vier Halbtöne bis zum Kontra-C fehlen, die im Sinfonieorchester häufig gebraucht werden, werden dort auch Kontrabässe mit einer fünften Saite verwendet, die auf Kontra-C (in Deutschland auch Subkontra-H) gestimmt wird.
Alternativ zum Fünfsaiter werden in den USA und Kanada auch Instrumente mit einer Verlängerungsmechanik verwendet: Über einen Hebelmechanismus, die "Extension", kann bei diesen der schwingende Teil der E-Saite in den Wirbelkasten hinein verlängert werden, um Töne bis zum Kontra-C und teilweise noch weiter zu erzeugen.
Besonders Musik ab der späteren Romantik fordert gelegentlich dem Kontra-E unterschreitende Töne, die sich durch Scordatur der IV. Saite, später auch mit einem Fünfsaiter oder aber auf einem Instrument mit obig beschriebener Extension erzeugen ließen. In anderer Musik, wie z. B. Jazz oder Pop, geht der Kontrabass (wie auch der E-Bass) normalerweise nicht tiefer als zum Kontra-E und benötigt daher auch keinen Fünfsaiter. In den USA und Kanada setzen sich auch einige Kontrabassisten für eine Quintstimmung (‚C – ‚G – D – A) ein, die allerdings eine völlig andere Grifftechnik in der linken Hand erfordert, da diese zu klein ist, um ohne Veränderung der Handposition alle Töne (analog zum Cello) zu greifen.

### Weitere Stimmungen
Für das Solospiel auf dem Kontrabass wird häufig die Solostimmung verlangt: Bei dieser ist jede Saite gegenüber der Orchesterstimmung (,E – ,A – D – G) um einen Ganzton höher gestimmt (,Fis – ,H – E – A), was einen helleren Klang zur Folge hat. Die Notation erfolgt dann transponierend, so dass die Töne um eine kleine Septime tiefer als notiert erklingen, im Vergleich zur normalen vorzeichenfreien Oktavtransposition (siehe unten).
Die Saitenhersteller bieten passende Saiten für die verschiedenen Stimmungen und für die Verlängerungsmechanik an. Die meisten Saiten sind Stahlsaiten (Stahlkabel), es gibt aber auch Darm- und Kunststoffsaiten. Der Kern der Saite ist mit einem feinen Metalldraht umsponnen. Das Material der Umspinnung ist oft Chromstahl, sie kann aber auch z. B. aus versilbertem Kupfer oder Silber bestehen.
Neben obig genannten beiden Stimmungen gibt es zahlreiche weitere, was zum Teil der Geschichte geschuldet sei, da es bis weit ins 20. Jahrhundert keinen echten Standard für Kontrabassstimungen gab, und es nebst der am häufigsten verbreiteten Stimmung in Quarten auch heute noch zahlreiche andere Stimmungen, von denen vor allem die Quintenstimmung am meisten Bedeutung hat und sowohl unter Jazz- als klassischen Spielern immer häufiger wird. Trotz den nicht zu verleugnenden Vorteilen an klanglicher Reiche und gewonnener Nähe zu den anderen Streichinstrument bringt die Quintenstimmung sowohl spieltechnische Herausforderungen mit sich als auch einige Kritiker. Bedeutendster Vertreter für die Quintenstimmung in der Klassik ist Stimmführer des London Symphony Orchestra Joel Quarrington.
Zur Vermeidung von zu vielen Hilfslinien werden Kontrabassstimmen, wie beispielsweise auch beim Kontrafagott, eine Oktave über dem tatsächlichen Klang notiert. Der Kontrabass ist somit ein transponierendes Instrument. Die Notation etwa eines c (kleines c) bedeutet C (großes C). Es gilt allgemein als überflüssig, auf diese Tatsache in Partituren eigens hinzuweisen, etwa in einer Vorbemerkung oder durch eine unter den Bassschlüssel gesetzte 8.

## Geschichte
Der heutige Kontrabass hatte zahlreiche Vorgänger mit unterschiedlichen Namen. Einer davon war der Violone, dessen Familienzugehörigkeit ebenso ungeklärt ist wie die des Kontrabasses, da auch er sowohl als „Bassvioline“ (viersaitig, ohne Bünde, Violinform) wie auch als „Bassgambe“ (fünf- oder sechssaitig, mit Bünden, Gambenform) existierte.
Bei Michael Praetorius finden sich im Syntagma musicum (1619) sowohl ein Contrabasso da gamba als auch ein Contra-Bass-Geig. Beide Instrumente haben Bünde. Johann Joachim Quantz empfiehlt in seinem Versuch (1752) für den Contraviolon ebenfalls Bünde, um die Deutlichkeit des Tones zu fördern.
In der Zeit der Wiener Klassik war ein fünfsaitiger Kontrabass mit Bünden verbreitet, und zwar mit der Stimmung ‚F – ‚A – D – Fis – A („Terz-Quart-Stimmung“ oder „Wiener Stimmung“). Für den so gestimmten Kontrabass wurden um die vierzig Solokonzerte und ein umfangreiches Repertoire an Kammermusik geschrieben (mehr dazu unten unter „Repertoire“).

## Spieltechnik

### Körperhaltung

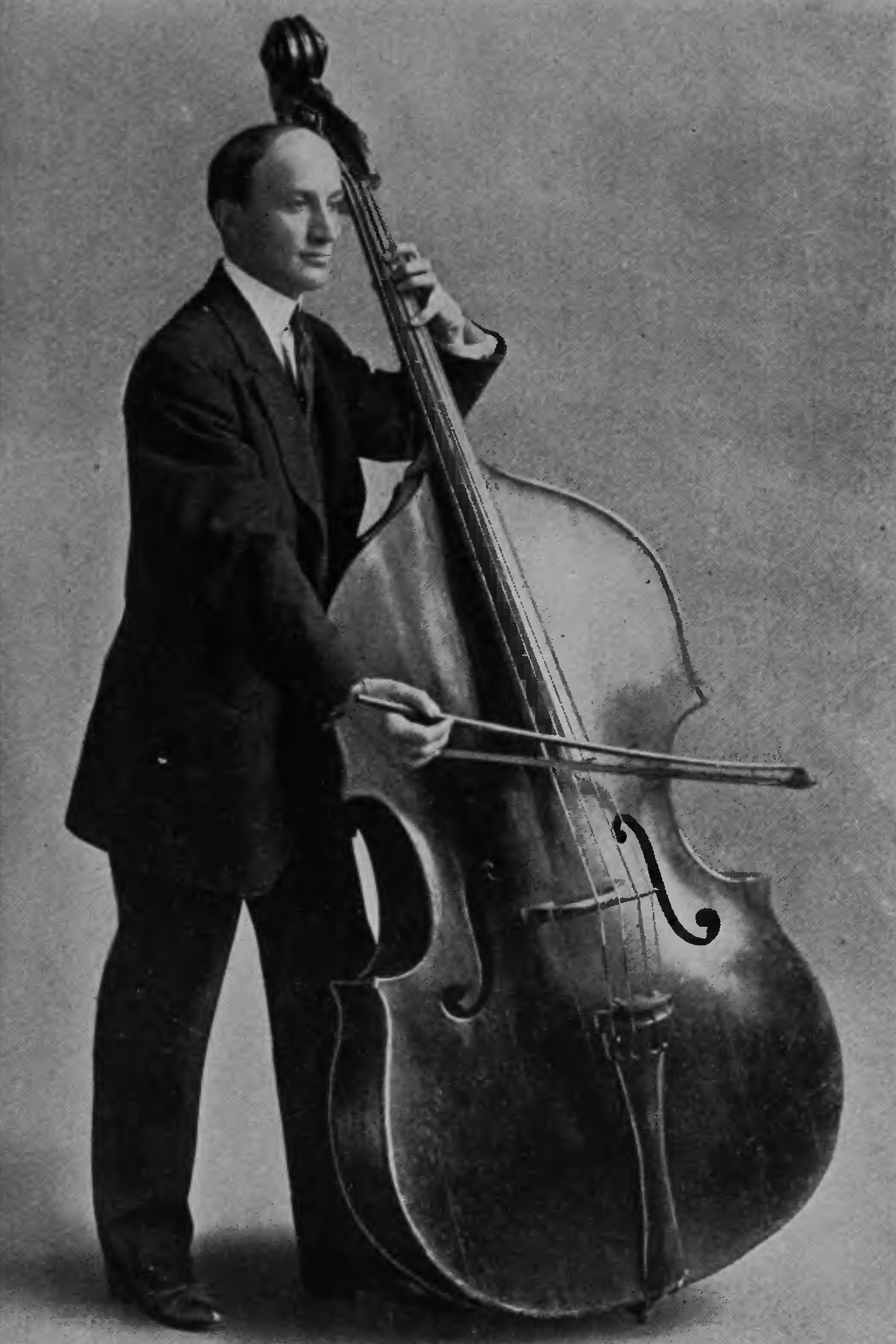
Umberto Buldrini, Solo-Kontrabassist der New Yorker Philharmoniker 1917

Der Kontrabass wird im Sitzen oder im Stehen gespielt.
Für das Spiel im Sitzen benötigt der Kontrabassist einen hohen Stuhl oder Hocker. In professionellen Orchestern stehen ergonomisch konstruierte Hochstühle zur Verfügung, deren Sitzhöhe und Fußrasten individuell angepasst werden können. Der Kontrabassist sitzt aufrecht mit angewinkeltem linken und ausgestrecktem rechten Bein. Der Kontrabass lehnt schräg mit dem Boden an der Innenseite des angewinkelten Beines. Das rechte Bein berührt mit dem Unterschenkel die Unterzarge des Instruments.
Beim Spiel im Stehen wird der Kontrabass durch einen an der unteren Zarge befestigten und aus einem Metallrohr bestehenden, höhenverstellbaren Standfuß („Stachel“) an die Körpergröße des Musikers angepasst. Der Stachel wird so weit herausgezogen, dass sich der Obersattel etwa in Augenhöhe befindet. Der Spieler lässt den Kontrabass leicht gegen sich fallen. Die Kante von Oberzarge und Boden lehnt an der Hüfte des Spielers, und das linke Knie berührt den unteren Teil des Instrumentenbodens.
Der Nachteil des Spiels im Stehen ist der notwendige Kompromiss zwischen Stabilität und gesunder Körperhaltung. Werden beide Beine gleichmäßig belastet und die Knie sowie Hüften gelockert, wie es eine natürliche Körperhaltung verlangt, steht der Kontrabass instabil. Es besteht die Gefahr, dass sich die linke Hand nicht vollkommen frei bewegen kann, sondern zusätzlich zum Festhalten des Instrumentes eingesetzt wird. Insbesondere beim klassischen Spiel mit dem Bogen kann darunter die Musik leiden. Andererseits führen Versuche, den Kontrabass durch Einklemmen zwischen den Knien zu stabilisieren, zu einer unnatürlichen Haltung und können schwere Gesundheitsschäden zur Folge haben.
In Bereichen der Unterhaltungsmusik, wo der auffällige Kontrabass auch für Showeffekte eingesetzt wird, nehmen Musiker zum Teil akrobatische Körperhaltungen ein. Bei Rockabilly-Kontrabassisten beliebt ist z. B. das Surfen, wobei der Musiker auf dem schräg gestellten Instrument wie auf einem Surfbrett steht, oder das Reiten, wobei der Musiker rittlings auf dem auf der Zarge liegenden Kontrabass sitzt. Für solche visuellen Tricks werden die Instrumente speziell präpariert und stabilisiert. Ein normaler Kontrabass kann dadurch beschädigt werden.

### Rechte Hand

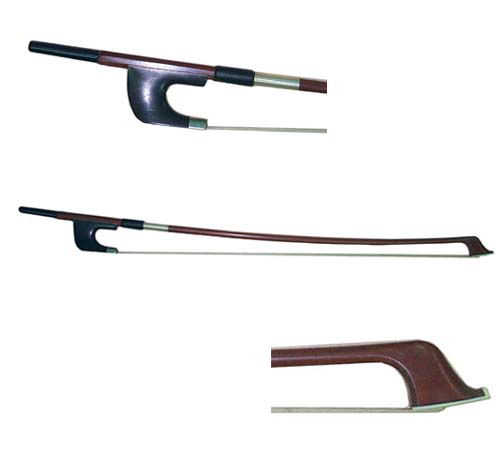
Ein Bogen für das Kontrabassspiel (deutscher Typ)

Beim Arco-Spiel werden die Saiten mit einem Bogen gestrichen. Dabei kommen je nach Charakter der Musik verschiedene Stricharten zum Einsatz. Der Bogen wird entweder ähnlich wie beim Cello im Obergriff oder auch „französische Bogenhaltung“ genannt (in Italien, Frankreich, England, teilweise USA, teilweise Schweiz), oder im Untergriff, auch „deutsche Bogenhaltung“ genannt (in Österreich, Deutschland, Tschechien, teilweise Schweiz), gehalten. (Bogenhaltung)
Die Arco-Spielweise ist am häufigsten in der klassischen Musik anzutreffen. Aber auch Jazz-Kontrabassisten wie Jimmy Blanton, Paul Chambers, Slam Stewart und Renaud Garcia-Fons setzen den Bogen virtuos in ihren Soli ein.

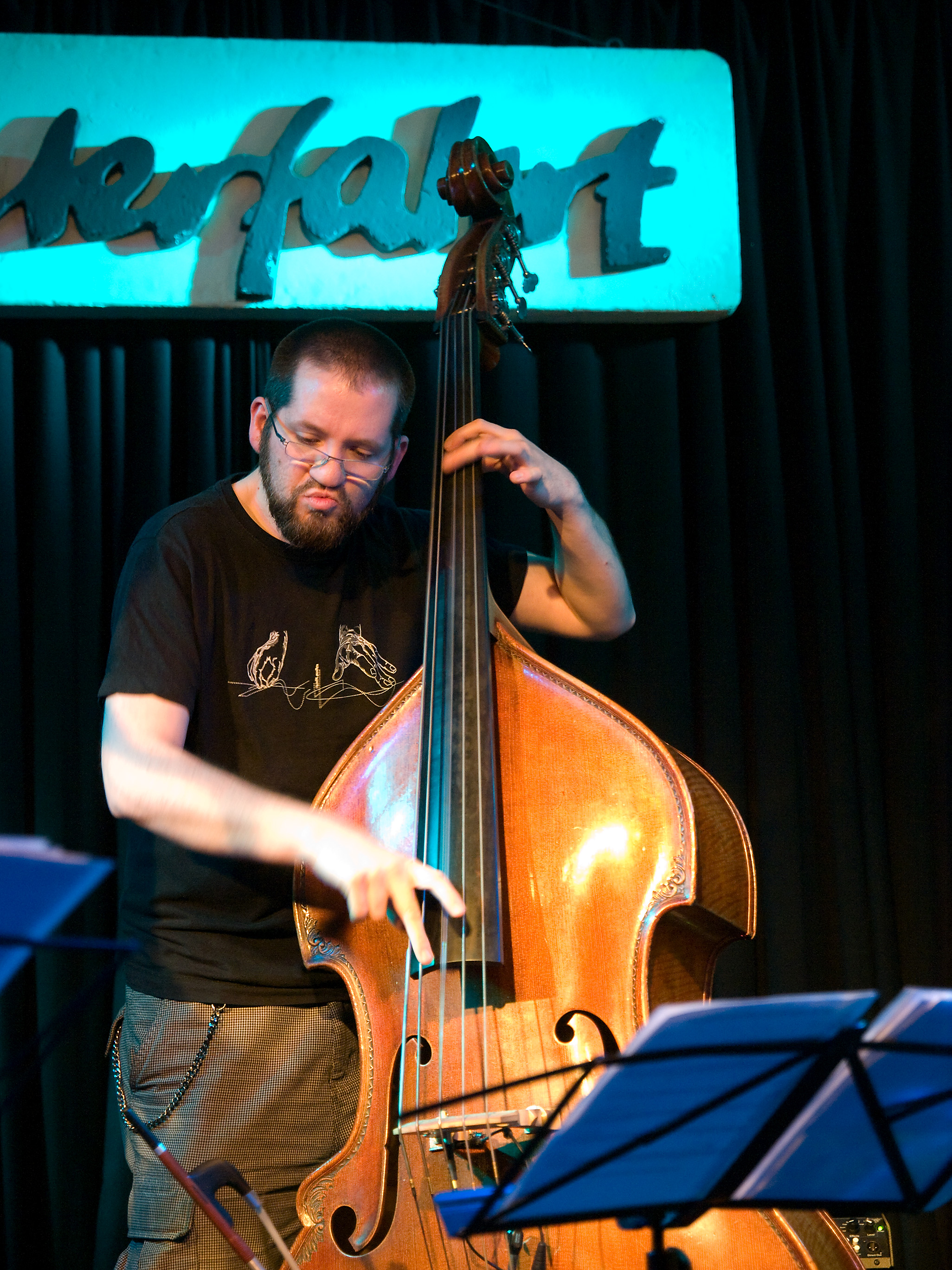
Robert Landfermann beim Pizzicatospiel auf einem fünfsaitigen Kontrabass

Beim Pizzicatospiel werden die Saiten mit den Fingern gezupft. Die Pizzicato-Spielweisen in Klassik und Jazz unterscheiden sich. In der klassischen Musik stehen Zeige- und Mittelfinger fast senkrecht auf der Saite, ziehen sie im 90°-Winkel zur Seite und erzeugen so idealerweise einen glockenartigen Ton. Im Jazz wird der anreißende Finger fast parallel zur Saite geführt. Dabei sind Nebengeräusche häufig erwünscht. Als „Dead Notes“ (Anreißgeräusche ohne erkennbare Tonhöhe) und „Drops“ kultiviert, beleben sie den rhythmischen Fluss der Basslinie.
Die Slaptechnik entwickelte sich seit den 1910er-Jahren zu einer speziellen Spielweise des Kontrabasses. Dabei werden die Saiten mit den geschlossenen Fingern angerissen, um sie auf das Griffbrett zurückprallen zu lassen. Im traditionellen Jazz kann der Kontrabassist so eine höhere Lautstärke erreichen, und der eigentlich eher dumpfe und runde Klang bekommt ein perkussives Element. Seit dem Wechsel von der Two-Beat- auf Four-Beat-(Walking-Bass-) Begleitung spielt die Slaptechnik im Jazz keine Rolle mehr. Sie wurde jedoch im Bereich des Rock ’n’ Roll, von Rockabilly und Psychobilly weiterentwickelt und ist dort weit verbreitet.

### Linke Hand
Die Finger der linken Hand bestimmen durch ihre Position die Tonhöhe der gestrichenen oder gezupften Saiten.
Am weitesten verbreitet ist das Fingersatz-System der sogenannten Prager Schule. Dieses geht auf den Prager Kontrabasslehrer Wenzel Hause und seinen Schüler Josef Hrabě zurück. Weltweit populär wurde es durch die Kontrabassschule des Hrabe-Schülers Franz Simandl, weswegen die Spieltechnik auch als „Simandl-Technik“ bezeichnet wird. Dabei befindet sich die linke Hand in einer Ganztonspannung, d. h. zwischen dem Zeigefinger und dem kleinen Finger liegt eine große Sekunde und dementsprechend zwischen Zeige- und Mittelfinger sowie zwischen Mittel- und kleinem Finger eine kleine Sekunde. Der Ringfinger wird dabei erst in der Daumenlage als Ersatz für den kleinen Finger, der in hohen Lagen zu wenig Kraft besitzt und zu kurz ist, verwendet. Man bezeichnet dieses System auch als Dreifingertechnik oder 1-2-4-Fingersatz.
Als Variante davon ist vor allem in südeuropäischen Ländern auch der 1-3-4-Fingersatz verbreitet, der den Ringfinger anstelle des Mittelfingers verwendet und den zweiten Finger auslässt.
Charakteristisch für diese beiden traditionellen Systeme ist eine vordefinierte Handhaltung, mit der eine hohe Stabilität des Tones erreicht wird. Die Ganztonspannung wird ständig beibehalten, woraus häufige Lagenwechsel und damit technische Nachteile gegenüber den anderen Streichinstrumenten resultieren.
Um mit weniger Lagenwechseln auszukommen, wurde die Vierfingertechnik entwickelt, die dem beim Violoncello Üblichen ähnelt. Alle Finger greifen dabei die Saite im Halbtonabstand. Im Gegensatz zur Handspannung bei der Simandl-Technik wird mit offener Hand gespielt, die Finger gelangen aus der Bewegung auf den Zielpunkt. Diese Technik ist älter als die Prager Schule, wird jedoch nur selten gespielt und gelehrt (in Deutschland: HMT Rostock und UdK Berlin, in den Niederlanden: Konservatorien Rotterdam und Arnhem, in Kanada: Royal Conservatory Toronto, in den USA: American School of Double Bass sowie an mehreren Universitäten). Gründe dafür liegen in den höheren technischen Anforderungen, die eine fließende Beweglichkeit der Hand mit sich bringt. Gegner der Technik führen das höhere Risiko von Unsauberkeiten besonders bei schnelleren Passagen und uneinheitliche Fingersätze in den Kontrabassgruppen der Orchester bei der gleichzeitigen Anwendung beider Spielsysteme an. Zudem wird durch die weit auseinanderliegenden Halbtöne eine Spanne benötigt, die von vielen Kontrabassisten mit dem kleinen Finger nicht sicher gegriffen werden kann. Der Ton kann dadurch instabil werden. Die Vier-Finger-Technik wird unter anderem eingesetzt von Joel Quarrington, Rodion Azarkhin, Michael Barry Wolf, Guy Tuneh, Hans Roelofsen, Silvio Dalla Torre sowie im Bereich des Jazz von Niels-Henning Ørsted Pedersen.
Für das Spiel in höheren Lagen wird wie beim Violoncello die so genannte Daumenlage verwendet.
Beim Vibrato wird die linke Hand leicht auf und ab bewegt, allerdings entsprechend der tieferen Tonlage des Kontrabasses langsamer als etwa bei der Violine, um dem Ton Farbe und bei gezielter Verwendung der Musik bestimmten Ausdruck zu verleihen. Je nach Art des Vibratos können verschiedenste Gefühle übermittelt werden, es kann von einem tiefen, warmen bis einem klagenden, tiefst unruhigen, energetischen Klang entstehen.

## Aufgabengebiete und Repertoire

### Sinfonieorchester und der Kontrabass als Soloinstrument
Im klassischen Streichorchester bilden erste und zweite Violinen (Sopran und Alt), Bratschen (Tenor) und Celli (Bass) einen vierstimmigen Satz, dessen Unterstimme die Kontrabässe in der Oktave verdoppeln, um mehr Tiefe zu verleihen und so den Gesamtklang abzurunden – diese Oktavverdoppelung trägt wesentlich zum Orchesterklang bei. Meist werden Celli und Kontrabässe zusammen in einem einzigen System notiert; erst ab der Romantik wurde immer häufiger eine Trennung zwischen Celli und Kontrabässen in ihre eigene Notensysteme gebräuchlich, während zuvor bei einem gelegentlichen Solo dies lediglich in dem gemeinsamen Auszug gekennzeichnet war.
Obwohl die meisten Komponisten das Violoncello dem Kontrabass aufgrund der höheren Lage und, nicht zuletzt, der Spielfähigkeit der damaligen Kontrabassisten vorzogen, gibt es dennoch etliche Solokonzerte für Kontrabass und Orchester. Solche Kontrabasskonzerte wurden unter anderem von Carl Ditters von Dittersdorf, Johann Baptist Vanhal und Franz Anton Hoffmeister komponiert. Auch Joseph Haydn schrieb ein Basskonzert, das jedoch nicht erhalten ist. Viele Kontrabassvirtuosen komponierten ebenso weitere Konzerte für ihr Instrument, darunter Johann Matthias Sperger, Domenico Dragonetti, Giovanni Bottesini und Sergei Alexandrowitsch Kussewizki.
Eine weitere Ausnahme bildet der Jazz, wo gezupfte, soloartige Zwischenspiele keine Seltenheit sind und der Kontrabass mit den anderen Instrumenten gleichwertig gesehen wird.

### Kammermusik
Nachdem sich mit Joseph Haydn das Streichquartett (1. Geige, 2. Geige, Bratsche und Violoncello) als weitestverbreitete Form der Kammermusik durchsetzte, bekam der Kontrabass in seinen verschiedensten Formen für Jahrhunderte bis heute keinen festen Platz in der Kammermusik.
Ein Grund neben der Tradition ist jedoch tatsächlich ein praktischer: Kleinere Ensembles benötigen prinzipiell weniger Tiefe als größere, bis zum großen Sinfonieorchester, was ohne Kontrabässe gar nicht recht existieren könnte. Schaut man in größere Ensembles, beispielsweise in Beethovens Septett und zahlreiche andere größere Werke, findet sich auch hier der Kontrabass. Allerdings taucht der Kontrabass auch in kleineren Ensembles wie in Schuberts berühmtem Forellenquintett oder Dvořáks Quintett Op. 77, im Divertimento Es-Dur von Michael Haydn sowie unzähligen neuen Werken in verschiedensten Besetzungen auch häufig auf.

## Sonderformen

### Oktobass
Im 19. Jahrhundert gab es in französischen Orchestern auch einen Versuch mit einer vergrößerten Bauform des Kontrabasses (etwa 3,5 Meter hoch): der dreisaitige Oktobass, der den Tonumfang allerdings nur um eine große Terz nach unten bis zum Kontra-C erweitern sollte. Stimmung Kontra-C, Kontra-G und großes C. Es ging dem Erfinder J.-B. Vuillaume nicht in erster Linie um eine Ausweitung des Tonumfanges, sondern um eine Vergrößerung des Tonvolumens. Hector Berlioz lobte den Klang dieses Instrumentes und empfahl dessen Verwendung im Orchester. Die Saiten wurden nicht mit den Fingern, sondern durch Hebel und Pedale heruntergedrückt. Vuillaume baute drei Instrumente dieser Art.

### E-Kontrabass
Eine moderne Variante ist der E-Kontrabass (Electric Upright Bass), der keinen oder nur einen stark verkleinerten Korpus besitzt. Die Schwingungen der Stahlsaiten werden von einem Tonabnehmer abgenommen, elektrisch verstärkt und von einem Lautsprecher wiedergegeben.

### Berda
Die Berda ist ein kontrabassartiges Instrument in der südslawischen und ungarischen Volksmusik.